# Litauen och eurosamarbetet
Litauen har euron som valuta sedan den 1 januari 2015.
För bilder av den gemensamma sidan och en detaljerad beskrivning av mynten, se artikeln om euromynt.
De litauiska euromynten präglas alla av samma design; riddaren Vytis, Litauens statsvapen. Ingen inskription förutom Lietuva, som betyder Litauen på litauiska, det årtal då myntet är präglat samt EU:s tolv stjärnor finns på baksidan.
Litauen har präglat en serie mynt. Se artikeln om euroområdet, för mer information om euroområdets utvidgning.